# HD 162076
HD 162076，又名BD+20 3570，SAO 85429、HR 6638，是一颗恒星，视星等为5.69，位于銀經45.25，銀緯22.73，其B1900.0坐标为赤經17h 44m 7.3s，赤緯+20° 22.73′ 55″。